# Monodelphis iheringi
Monodelphis iheringi is een zoogdier uit de familie van de opossums (Didelphidae). De wetenschappelijke naam van de soort werd voor het eerst geldig gepubliceerd door Thomas in 1888.

## Voorkomen
De soort komt voor in zuidoostelijk Brazilië; in de staten Espírito Santo, São Paulo, Santa Catarina en Rio Grande do Sul.